# 巴尔塔沙·葛拉西安

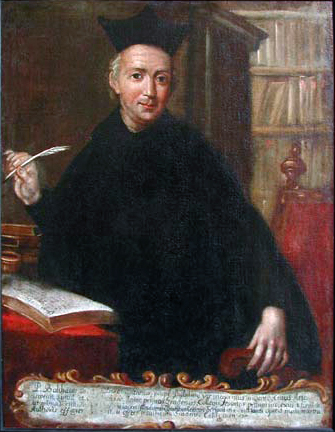
巴尔塔沙·葛拉西安

巴尔塔沙·葛拉西安（西班牙語：Baltasar Gracián；1601年1月8日—1658年12月6日）是一位西班牙耶稣会教士、巴洛克散文作家和哲学家。他出生于阿拉贡的贝尔蒙特村。他的作品受到叔本华和尼采的称赞。